# Keibetsu shiteita aijō
„Keibetsu shiteita aijō” (jap. 軽蔑していた愛情) – trzeci singel japońskiego zespołu AKB48, wydany w Japonii 18 kwietnia 2007 roku przez DefSTAR Records.
Singel został wydany w dwóch edycjach: regularnej oraz limitowanej. Osiągnął 8 pozycję w rankingu Oricon i pozostał na liście przez 4 tygodnie, sprzedał się w nakładzie 22 671 egzemplarzy.
Utwór tytułowy został wykorzystany w zakończeniu programu Squeeze! (jap. すくいず!).

## Lista utworów
| CD  |                                                                           |                                                                           |                                                                           |                                                                           |      |
| Nr  | Tytuł                                                                     | Słowa                                                                     | Kompozycja                                                                | Aranżacja                                                                 | Czas |
| 1.  | „Keibetsu shiteita aijō” (jap. 軽蔑していた愛情)                          | Yasushi Akimoto                                                           | Yoshimasa Inoue                                                           | Yoshimasa Inoue                                                           | 4:18 |
| 2.  | „Namida uri no shōjo” (jap. 涙売りの少女)                                 | Yasushi Akimoto                                                           | Yoshimasa Inoue                                                           | Yoshimasa Inoue                                                           | 4:38 |
| 3.  | „Keibetsu shiteita aijō” (jap. 軽蔑していた愛情) (Instrumental)           |                                                                           | Yoshimasa Inoue                                                           | Yoshimasa Inoue                                                           | 4:18 |
| 4.  | „Namida uri no shōjo” (jap. 涙売りの少女) (Instrumental)                  |                                                                           | Yoshimasa Inoue                                                           | Yoshimasa Inoue                                                           | 4:38 |
| DVD |                                                                           |                                                                           |                                                                           |                                                                           |      |
| Nr  | Tytuł                                                                     | Tytuł                                                                     | Tytuł                                                                     | Tytuł                                                                     | Czas |
| 1.  | „Keibetsu shiteita aijō” (jap. 軽蔑していた愛情) (Video Clip)             | „Keibetsu shiteita aijō” (jap. 軽蔑していた愛情) (Video Clip)             | „Keibetsu shiteita aijō” (jap. 軽蔑していた愛情) (Video Clip)             | „Keibetsu shiteita aijō” (jap. 軽蔑していた愛情) (Video Clip)             |      |
| 2.  | „making of „Keibetsu shiteita aijō”” (jap. making of「軽蔑していた愛情」) | „making of „Keibetsu shiteita aijō”” (jap. making of「軽蔑していた愛情」) | „making of „Keibetsu shiteita aijō”” (jap. making of「軽蔑していた愛情」) | „making of „Keibetsu shiteita aijō”” (jap. making of「軽蔑していた愛情」) |      |

## Skład zespołu
„Keibetsu shiteita aijō”
- Team A: Minami Takahashi (środek), Tomomi Itano, Haruna Kojima, Atsuko Maeda, Minami Minegishi, Rina Nakanishi, Mai Ōshima, Mariko Shinoda.
- Team K: Sayaka Akimoto, Tomomi Kasai, Kana Kobayashi, Yuka Masuda, Sae Miyazawa, Erena Ono, Yūko Ōshima, Natsuki Satō.

„Namida uri no shōjo”
- Team A: Michiru Hoshino, Tomomi Itano, Nozomi Kawasaki, Haruna Kojima, Hitomi Komatani, Atsuko Maeda, Kayano Masuyama, Minami Minegishi, Rina Nakanishi, Risa Narita, Tomomi Ōe, Mai Ōshima, Yukari Satō, Mariko Shinoda, Minami Takahashi, Hana Tojima
- Team K: Natsumi Hirajima, Kazumi Urano, Shiho Watanabe